# Stephan von Dewitz (Generalleutnant)

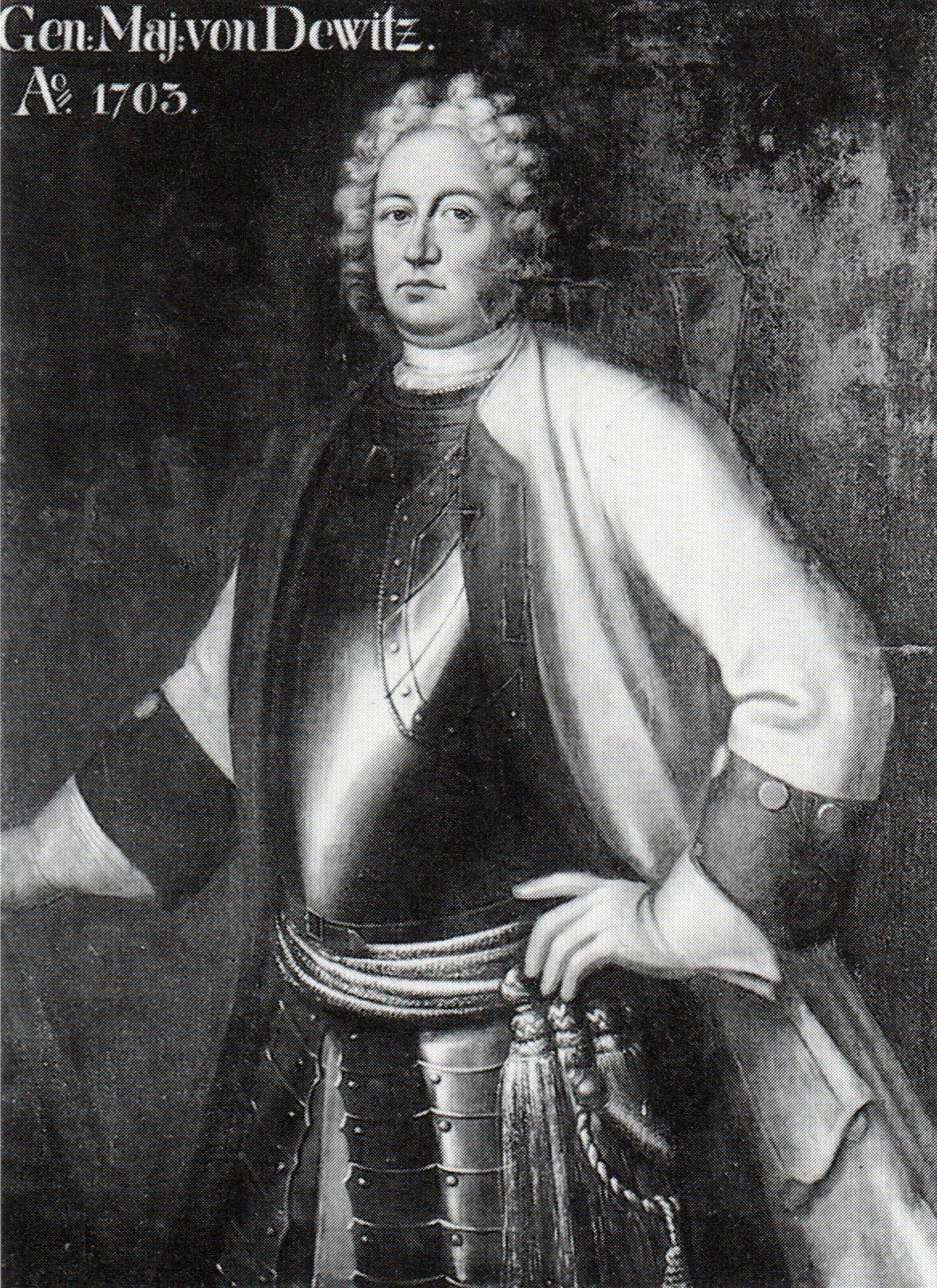
Stephan von Dewitz

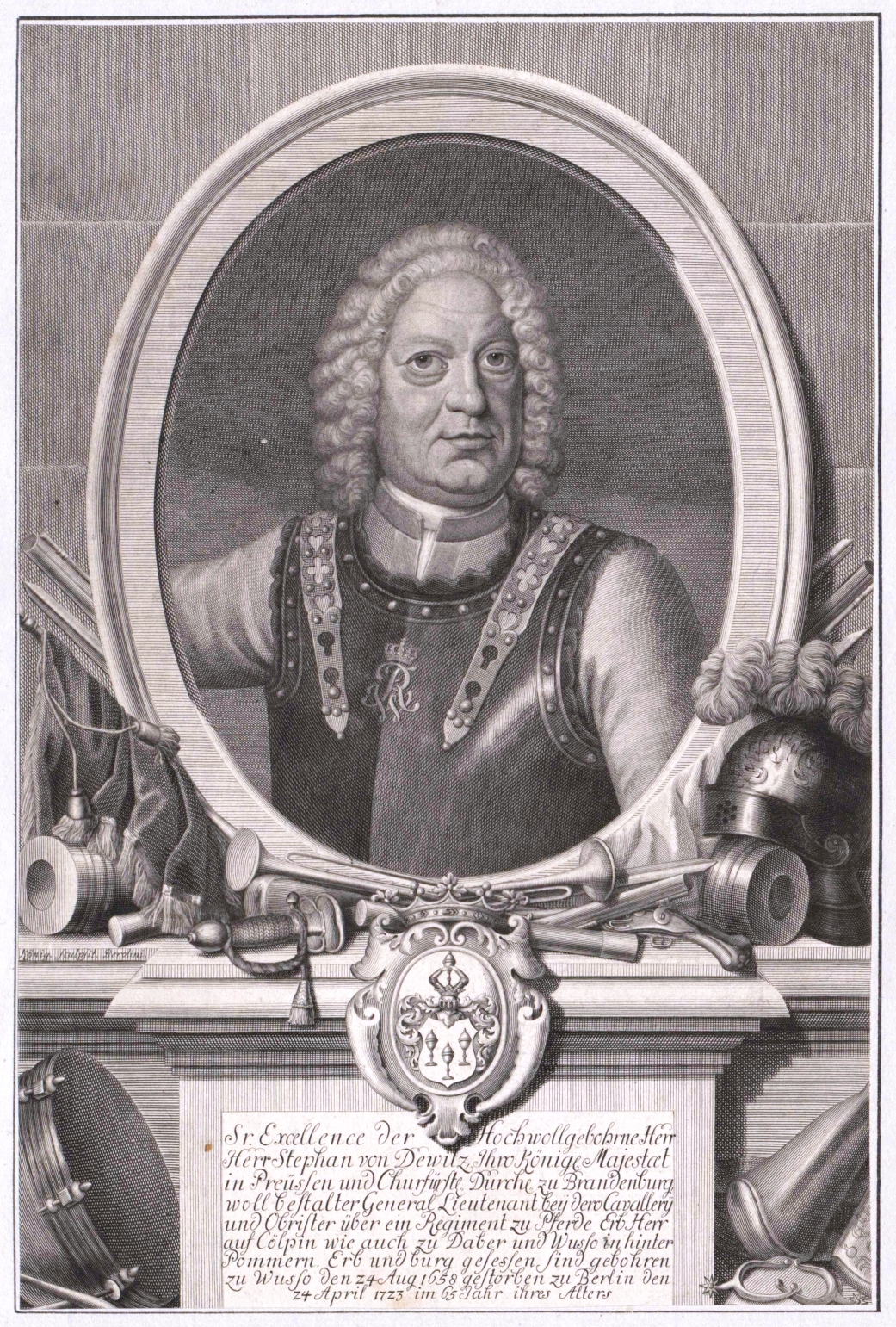
Stephan von Dewitz

Stephan von Dewitz (* 24. August 1658; † 24. April 1723 in Berlin) war ein königlich preußischer Generalleutnant und Chef des Kürassier-Regiments Nr. 8, Erbherr von Cölpin in Mecklenburg sowie von Daber und Wussow in Pommern.

## Leben
Seine Eltern waren der pommersche Landrat Jobst Ludwig von Dewitz (1631–1696), Sohn des Stephan III. von Dewitz (1607–1668) und der Eva Essa Barbara von Pfuel (1611–1667), und dessen Ehefrau Anna Gertrud von Steinwehr († 17. August 1669). Der General Joachim Balthasar von Dewitz war seines Vaters Bruder.
Wie viele seiner Standesgenossen wurde er zunächst zu Hause unterrichtet. Im Jahr 1673 kam er als Freireiter in das Regiment Mörner zur Kompanie seines Onkels, des damaligen Majors Joachim Balthasar von Dewitz. Er kämpfte bereits 1674 während des Holländischen Krieges im Elsaß und als die Schweden in die Mark Brandenburg einfielen, kämpfte er in der Schlacht bei Fehrbellin. 1676 wurde er Quartiermeister und 1677 nach der Belagerung von Stettin wurde er Adjutant im Regiment Treffenfeld. 1678 wechselte er als Leutnant in das Dragoner-Regiment Sydow und verfolgte die Schweden mit dem Obristen Treffenfeld bis nach Livland. Als der Obrist Sydow die Leibkompanie übernahm, wechselte auch Dewitz als Leutnant in die Leibkompanie und wurde bald Stabsrittmeister und 1681 wirklicher Rittmeister. Während des Pfälzischen Erbfolgekrieges marschierte er 1688 an den Rhein und nahm an den Belagerungen von Kaiserswerth und Bonn teil. 1690 wurde er dafür Major. In der Schlacht bei Neerwinden 1693 hatte er viel Glück, er erhielt zwei Streifschüsse, drei weitere zerfetzten ihm seine Kleider. Das feierte er von nun an jährlich mit einem Buß- und Bettag. Nach der Belagerung von Namur, erhielt er am 6. August 1695 das Patent zum Oberst. Nach dem Frieden von Rijswijk 1693 kehrte die Leibkompanie zurück, aber noch im Feldlager bei Brügge brach er sich bei einem Sturz vom Pferd den Arm. 1699 war er in Königsberg in Preußen, als er 14 Wochen schwerkrank ans Bett gefesselt war. Er erholte sich aber und wurde 1704 preußischer Oberst. Während des Spanischen Erbfolgekriegs wurde er 1706 nach Brabant versetzt. Dort nahm er an vielen Aktionen teil, so 1709 an der Schlacht bei Malplaquet. 1701 erhielt er die Beförderung zum Brigadier, mit dem Frieden von 1711 kehrte er nach Brandenburg zurück. Er stand bis zum Juni 1714 in der Leibkompanie und wurde dann Kommandeur des Kürassier-Regiments Nr. 8. 1715 wurde er dann Generalmajor mit Patent vom 14. Mai 1713. Im Jahr 1716 wurde er dann Chef des Kürassier-Regiments. 1721 wurde er dann sogar noch Generalleutnant. Um 1722 kam es zu Verfahren gegen das Offizierskorps, die auch eine Untersuchung gegen Dewitz mit sich brachten. In dem Verfahren wurde er für nicht schuldig erklärt, das Urteil wurde am 24. April 1724 vom König bestätigt, zu spät für Dewitz der bereits am 24. April 1723 gestorben war.
Auf Anordnung des Königs wurde in Berlin ein feierliches Begräbnis durchgeführt, sein Körper wurde aber dann auf das Gut Cölpin überführt.

## Familie
Er heiratete 1683 Isabe von Dewitz Tochter von Otto von Dewitz (1619–1679) aus Cölpin und dessen Ehefrau Ilsabe Dorothea von Jasmund (1627–1698). Das Paar hatte zwei Söhne und drei Töchter:
- Otto Balthasar (* 8. Juni 1684; † 16. Juni 1749) ⚭ Dorothea Elisabeth von Raven († 16. Januar 1758) (Eltern von Stephan Werner von Dewitz)
- Ludwig Christoph (* 25. September 1695; † 6. Januar 1696)
- Anna Dorothea (* 28. Januar 1686; † 9. März 1708) ⚭ Botho Christoph von Jasmund (* 1668; † 2. August 1729)
- Sophie Hedwig (* 9. Februar 1687; † 20. April 1700)
- Isabe Lucie (* 7. November 1688; † 9. Februar 1709) ⚭ Balthasar Karl von Dechow